# حنا (سمیرم)
حنا ، یکی از شهرهای استان اصفهان در مرکز ایران است که جزء دهستان‌های شهرستان سمیرم حساب می‌شد، اما اخیراً تبدیل به شهر شده‌است. راه‌های دسترسی به این بخش، از طریق شهر سمیرم و آباده می‌باشد.

## دلایل نامگذاری
طبق پرس‌وجو و تحقیق از بزرگان و پیرمردان که نقل قول کرده‌اند، به واسطهٔ کاشت گیاه حنا و آثار باقی‌مانده از سنگ‌های حناسابی در این منطقه، این محل به نام حنا معروف شده‌است و بیشتر اهالی به این قول واقف اند اما استاد محمد مهریار در کتاب (فرهنگ جامع نام آبادی‌های کهن اصفهان) می‌گوید: در برخی منابع هنا را حنا نوشته‌اند که مأخوذ از حرف (ح) عربی است. حنا، بدون تشدید و نون، نوعی گیاه رنگی است که برای خضاب به کار می‌رود و در فارسی و عربی استعمال می‌شود و نواحی کشت آن در حوالی کرمان است و نه در سمیرم، بنابراین این ناحیه، هیچ ارتباطی با کشت حنا ندارد. هنا یک لغت فارسی است و (هن + نا)- هن در فارسی به به معنای خانه است و (هن – خن) به یک معناست و «نا» به معنی آب است و روی هم رفته، هنا یعنی جایگاه آب.
حنا یکی از شهرهای شهرستان سمیرم به حساب می‌آید. در سال ۱۳۴۷ تعداد ۴۲۸ خانوار و ۱٬٫۹۴۵ نفر جمعیت داشته‌است که در سال ۱۳۷۵ جمعیت این روستا ۴٬۱۵۳ نفر بوده‌است. ویژگی‌های جغرافیایی و تاریخی و جامعه‌شناسی این ناحیه از بسیاری جهات جالب توجه است.

## مردم
غالب جمعیت شهر حنا لر هستند و به زبان لری صحبت می‌کنند.

## اقلیم و جغرافیا
حنا در جنوب اصفهان واقع شده‌است و به اسفرجان و هونجان بسیار نزدیک است - مرکزی برای داد و ستد ایل قشقایی می‌باشد.کشاورزی آن معتبر است و مردم آن به دامداری علاقه بسیاری دارند – آب و هوای سرد سمیرم مراتع پر علف این ناحیه را برای دامداری و زراعت مستعد می‌سازد.
هسته اولیه حنا در نقطه‌ای به نام سهران (صحران) بوده (سحران به معنای جایی است که خاک سرخ دارد) به دلیل حمله وغارت تخریب شده و محل قبلی حدود ۵ کیلومتری محل کنونی بوده‌است که طبق سنگ نوشته‌های خوانده شده از قبرستان‌های آنجا مربوط به حدود ۷۰۰ سال پیش می‌باشد. آنجا به علت هجوم اشرار و نا امنی به دامن کوه و در محل فعلی کوچ می‌کنند و برای حفاظت بیشتر اقدام به ساختن قلعه می‌کنند و در آن زندگی می‌کنند که آثار دو قلعه بزرگ از آن زمان در شهر مشاهده می‌شود. شهر حنا در طول جغرافیای ۵۱ درجه و ۳۴ دقیقه و ۲۷ ثانیه و عرض ۲۱ درجه ۱۱ دقیقه قرار دارد.

دمای شهر سردترین زمان ۲۳- و گرمتری ۵/۳۷+ درجه در سال ۱۳۸۴ نشان داده شده ارتفاع شهر حنا از سطح دریا ۲۳۳۲ متر و طبق آخرین سرشماری جمعیت شهر ۵۳۹۷ نفر می‌باشند. درصد باسوادان ۵۷/۸۷. بی سوادان در شهر حنا ۴۳/۱۲ درصد بناهای جدید ۳۰٪ بناهای قدیمی ۷۰٪ و تعدادواحدهای تجاری ۱۱۷ می‌باشند. اراضی زیر کشت آبی ۴۰۰/۸ هکتار و اراضی دیم ۱۰۷۰ هکتار است.

## ساختار
شهر حنا به ۵ محله تقسیم می‌شد، ۲ محلهٔ آن قدیمی به نام‌های محل قلعه گِنده و محل قلعه کهنه که هر دو محل در قسمت شمال رودخانه حنا واقع شده‌است سه محله حنا جدید است و نوساز که تقریباً در ۳ دهه اخیر ساخته شده‌است. محله نو، ۲- محله شکار راه، ۳- محله شهرک گودرزی، هستهٔ اولیه شهر کنونی در قسمت شمال شهر و در محل قلعه گنده بوده‌است. گسترش شهر حنا به جنوب و جنوب شرقی باعث به وجود آمدن محله گودرزی شده که اراضی این محله توسط بنیاد مسکن واگذار شده‌است. شبکه ارتباطی شهر حنا، از سمت شمال به سمیرم و از غرب به شهر نوپای کمه است. شهر حنا در منطقه کوهستانی واقع شده‌است و وجود رودخانه حنا که از شمال شرقی شهر وارد شده و از غرب در محدوده شهر خارج می‌شود جلوهٔ ویژه‌ای به شهر داده‌است.
مساحت کل شهر در سال ۱۳۸۵ حدود ۷/۱۳۱ هکتار و جمعیت پیش‌بینی شده در سال ۱۳۸۰ ،۵۷۲۰ نفر می‌باشد. در شهر حنا امامزاده بی بی ناز بانو زیارتگاه است. بنا به عقیدهٔ عده‌ای از اهالی، بی بی نازبانو دختر امام موسی بن جعفر می‌باشد. آثار کهن و محل دیدنی و تفریحی این شهر قدیمی قلعه تکی، قلعه نو و قلعه گنده از آثار کهن و محل دیدنی و تفریحی این شهر قدم گاهی در گاوتپه و سواحل زیبای سد حنا می‌باشد.
شغل مردم حدود ۵۰ درصد کشاورز و دام پرور و حدود ۲۰ درصد صنعت و ساختمان و بقیه شغل خدماتی دارند. صنایع دستی شهر حنا بیشتر قالی بافی می‌باشد که حدود ۲۰۰ دستگاه قالی در شهر فعال است و میزان تولید حدود ۱۴۰۰ متر مربع در سال می‌باشد.
نرخ رشد جمعیت در سال ۱۳۸۶، ۹۲/۱ درصد می‌باشد و ازجمعیت سال ۱۳۸۶ حدود ۶۷ درصد بالای ده سال خواهد بود و در حال حاضر شهر حنا دارای ۱۱۰۰ خانوار می‌باشد که در سال ۱۳۸۱ حدود ۹۰۵ خانوار بوده‌است.
میانگین بارندگی حدود ۱۷ سال یعنی ۶۹ – ۱۳۵۳ معادل ۳۶۰ میلی‌متر می‌باشد بیشترین میزان بارندگی از مهر تا خرداد و حداقل تیر تا شهریور که کمتر از ۶ میلی‌متر می‌باشد. بیشترین میزان که مربوط به دی، بهمن، اسفند، فروردین، تا حدود ۵۰ میلی‌متر می‌باشد.
از زلزله‌های ثبت شده از سال ۱۵۰۲ میلادی (۴۳۱ شمسی تا ۱۳۶۱ شمسی) نشان می‌دهد که جمعاً حدود ۸۵ زلزله با حداقل ۹/۳ و حداکثر ۵/۷ ریشتر در منطقه‌ای بین فارس – اصفهان و خوزستان اتفاق افتاد که حنا و اطراف آن، مرکز آن بوده‌است. حنای سمیرم شهری در بخش مرکزی شهرستان سمیرم در طول ۱۵۰ درجه و ۲۸ کیلومتری شهرستان سمیرم و ارتفاع ۲۲۹۰ متری از سطح دریا منطقه‌ای سرد و خشک کوهستانی در کنار رودخانه بزرگ حنا که در دره شمالی کوه حنا واقع شده‌است و سد خاکی حنا در ۲۸ کیلومتری جنوب شرقی سمیرم بر روی رودخانه خرسان حنا احداث شده‌است که ارتفاع دیواره آن از پی ۳۵ متر و گنجایش مخزن آن ۵۰ میلین متر مکعب است که در آبادانی این شهر نوپا تأثیر به سزایی دارد.

## جنگ حنا
قبل از جنگ سمیرم یعنی در سال ۱۳۲۱ سران کهگیلویه و بویر احمد علاوه بر این که با خود نزاع داشتند با قشقایی‌ها نیز رابطه خوبی نداشتند تا اینکه در ۴ خرداد خوانین ایلات در منطقه‌ای به نام چم اسپید دور هم جمع می‌شوند و قرار دادی مبنی بر دوستی و پشتیبانی یکدیگر با هم امضا می‌کنند. «امضا کنندگان زیر به موجب اتحاد نامه علی‌حده متحد گردیدند پیش آمدی که برای هریک از متعهدین مشتمل بر ایلات قشقایی و ایلات بویر احمدی و غیره واقع شود عموماً با تمام قوا تا آخرین قدرت از هرگونه مساعدت کوتاهی نکنیم»
ولی جنگ حنا بی‌توجه از این معاهده انجام گرفته بود و جنگ سمیرم بعد از این معاهده. در سال قبل از انعقاد معاهده چم اسپید گروهی از طایفه – گود سرایی بویر احمد به منطقه حنا واقع در شهرستان سمیرم هجوم برده و اموال قشقایی ساکن در آن محل را غارت می‌کنند. برخی از سران قشقایی نزد عبدالله خان پیغام فرستاده و تقاضای استرداد اموال غارت شده را کردند. عبدالله خان ضرغام پور کلانتر کهگیلویه سفلی با توجه به پیمان چم اسپید تقاضای آن‌ها را پذیرفت- هنگامی که قشقایی‌ها برای بازپس گرفتن اموال خود به منطقه بویر احمد آمدند تعدادی ژاندارم جمعی گروهان حنا همراه آنان آمده بودند با توجه به حساسیتی که در کهگیلویه نسبت به حضور نظامیان در منطقه خود داشتند به ویژه در فضای بعد از شهریور ۱۳۲۰ در شرایط ضعف دولت مرکزی، عبدالله خان از این امر برآشفت، ژاندارم‌های مزبور را خلع سلاح کرده و متعاقب آن تصمیم گرفت که گروهان ژاندارمری حنا را سرکوب کند او به این گروهان حمله کرد و آن را خلع سلاح کرد و حدود سیصد قبضه اسلحه به غنیمت گرفت و چون از نظر تسلیحات تقویت شده بود در بازگشت از حنا به منطقه بویر احمد علیا هجوم برد و پس از زد و خورد و کشته شدن چندین نفر از طرفین به منطقه بویر احمد سفلی بازگشت. دوباره در سال ۱۳۲۲ پادگان نظامی حنا از توابع شهرستان سمیرم مورد حمله و هجوم ایلات قشقایی و بویر احمدی قرار گرفت پادگان خلع سلاح شد این پادگان مورد هجوم آن عده از مهاجمان که از گردنه بیژن و عشایری که از آن منطقه قصد هجوم به سمیرم داشتند قرار گرفت و پس از زد و خورد شدید پادگان خلع سلاح گردید ولی از کشته شدن نظامی یا غیرنظامی اطلاعاتی در دست نیست.